# Der Shylock von Barnow
Der Shylock von Barnow ist eine Novelle des österreichischen Schriftstellers Karl Emil Franzos, die vermutlich 1870 während seines Studiums in Graz entstand. Der Text erschien 1876 in der Sammlung Die Juden von Barnow bei Duncker & Humblot in Leipzig.

## Zeit und Ort
In Franzos’ genannter Sammlung Die Juden von Barnow folgt die Novelle Nach dem höheren Gesetz zeitlich direkt auf Den Shylock von Barnow. Im höheren Gesetz findet sich ein zeitlicher Fixpunkt – die Schlacht bei Magenta im Jahr 1859. Der Text handelt zumeist vor der Mitte des 19. Jahrhunderts in Podolien.

## Handlung
Der alte Moses Freudenthal, Vorstand der Barnower Judenschaft, gilt im Städtchen unter seinen Glaubensgenossen „als der frömmste und ehrlichste Mann ... und dazu [kommt] ... sein ungeheurer Reichtum.“ Jeder im Städtchen kann sehen, wie dieser Reichtum entsteht. Moses Freudenthal fordert nicht nur von Kreditnehmern, unter denen der in Barnow amtierende angesehene Bezirksrichter Herr Lozinski zu finden ist, den Zins. Er ist auch Lotterie- und Versicherungseinnehmer, Kaufmann, Gastwirt sowie Grundstücksbesitzer. Dennoch möchte keiner aus der Judenstadt, weder der bettelarme, mit seiner Kinderschar hungernde Thoralehrer noch der keuchende Wasserträger, mit Moses Freudenthal tauschen. „Denn größer als dieses Mannes Reichtum ist sein Unglück.“
Als 17-Jährigen war Moses vom Vater die Frau zudiktiert worden: Rosele Grünstein. Die Ehe war bis ins vorgerücktere Alter des Paares kinderlos geblieben. Sodann aber, bald nach der schweren Geburt der Tochter Esther, war die Mutter verstorben. Als Esther, Esterka gerufen, fünf Jahre alt war, verließ Moses Freudenthal die enge Judenstadt und bezog mit der Tochter sein großes weißes Haus gegenüber dem grauen Dominikanerkloster an der Heerstraße von Skala nach Lemberg. Der Herr Bezirksrichter Lozinski mietete sich mit Familie in der ersten Etage ein. Als Esther neun Jahre alt geworden war, wollte Onkel Schlome ihr Lehrer werden; wollte den Wissenshunger seiner Nichte stillen. Mit solchem Ansinnen stieß Schlome Grünstein anfangs auf den Widerstand Moses Freudenthals. Schlome, „weder Jud noch Christ“, galt als Meschumed, als Abtrünniger vom Glauben, seit er vor zwanzig Jahren vom Neuen Testament, der „Götzenlehre der Christen“, tief beeindruckt gewesen war.
Moses nahm der Tochter kurzerhand alle Bücher weg, beschäftigte sie im Laden und jagte den Schwager Schlome aus dem Hause. Esther lieh sich notgedrungen bei der Frau Bezirksrichter Lozinski in der ersten Etage Heine, Klopstock,  Louise Mühlbach, den neuen Pitaval und verschlang nach und nach die 180-bändige Ausgabe der Werke Paul de Kocks. Alsdann abonnierte Frau Lozinski für die inzwischen 16-jährige Esther aus der Leihbibliothek Tarnopol Werke von About bis Zschokke. Nachdem der Vater seiner Tochter den gesunden Judenjungen Moschko Fränkel aus Chorostkow als Bräutigam oktroyiert hatte, brannte die Schöne mit dem Rittmeister Graf Géza Szapany von den Württemberg-Husaren durch; folgte ihm in die Marburger Garnison. Als der Graf Géza von der schönen Esther nichts mehr wissen wollte, sollte sich der Wachtmeister des Grafen ihrer annehmen. Darauf schlug sich die Unglückliche nach Barnow durch und starb kurz nach ihrer Ankunft auf der Schwelle des Vaterhauses. War sie nun Jüdin oder Christin? Keiner wusste Antwort. „Daher begrub man sie, wo man die Selbstmörder begräbt. Sie war aber Hungers gestorben.“ Moses Freudenthal lebte noch etliche Jahre, überlebte den Schwager Schlome und überließ sein Vermögen dem Wunderrabbi von Sadagóra.

## Titel und Form
Auf einem Empfangsabend der Frau Bezirksrichter Lozinski lässt sich Frau Emilie, die Gattin des neuen Aktuars aus Lemberg, die Geschichte Esther Freudenthals von der Gastgeberin erzählen. Frau Emilie hört sich das an. Dazu fällt ihr als Analogon das Stück Der Kaufmann von Venedig, das in Lemberg gegeben wurde, ein. Der reiche Moses Freudenthal wird fortan von den „Gebildeten“ des Städtchens der Shylock von Barnow genannt.
Franzos erzählt alternierend auf zwei Ebenen. Die „normale“ Ebene beinhaltet die Sicht des jüdischen Erzählers. Darin scheint Verständnis für das Barnower Judentum durch. Auf der zweiten Ebene wird Freudenthal durch solche „Gebildeten“ wie das Ehepaar Lozinski geschmäht. Diese Vermutungen, zumeist verpackt in übelwollende Hasstiraden, werden später auf „normaler“ Ebene teilweise bestätigt oder aber zumindest nicht bezweifelt.

## Rezeption
- 1964: Creutzburg[9] nennt Moses Freudenthal einen Chassiden und spielt auf dessen Orthodoxie an. Der Leser denkt bei dieser Kategorisierung des Protagonisten an zwei Begebenheiten. Erstens, als Esther mit dem Rittmeister durchgebrannt ist, verhält sich Moses ganz so, als ob die Tochter gestorben wäre[10]. Und selbst wenn Esther wiederkäme, dann ließe er sie durch seine Knechte von seiner Schwelle jagen[11]. Zweitens, es kommt schlimmer: Als die Heimkehrerin Esther des Nachts an das Tor des Vaters klopft, weist er die Knechte zurück und geht selber hinaus. Franzos schreibt, was der Vater zu der Tochter gesagt hat, weiß keiner. Jedenfalls sei er allein zurückgekommen und am nächsten Morgen hätten der Nachtwächter und einige Leute die tote Esther vor dem Tor gefunden.[12] Creutzburg sieht als Ursache für solchen religiösen Dogmatismus einen Schutzpanzer, gewachsen durch die jahrhundertelange Verfolgung der Juden in Ostgalizien. In dem Zusammenhang betrachtet Creutzburg den Religionsdisput Moses Freudenthals mit seinem Schwager Schlome Grünstein als den inneren Kern der Novelle.

## Ausgaben
- Der Shylock von Barnow, S. 1–45 in: Die Juden von Barnow. Geschichten von Karl Emil Franzos. 11.–15. Auflage. Cotta’sche Verlagsbuchhandlung, Stuttgart 1920 (archive.org).
- Der Shylock von Barnow. S. 223–258 in: Günter Creutzburg (Hrsg.): Der wilde Starost und die schöne Jütta. Novellen um Liebe und Ehe von Karl Emil Franzos. Illustrationen: Wolfgang Würfel. Verlag der Nation, Berlin 1964 (verwendete Ausgabe)